# Col de Mens
Le col de Mens est un col de montagne des Alpes françaises, situé dans le Trièves, au nord-ouest du massif du Dévoluy, sur les communes de Tréminis et de Saint-Baudille-et-Pipet, à 1 110 m d'altitude. On y accède par la D 216. Il est le point de départ de l'ascension à la montagne de Ménis (1 594 m) et à la Grande Tête de l'Obiou (2 789 m).